# Comuna Tîșkî, Lubnî
Tîșkî (în ucraineană Тишки) este o comună în raionul Lubnî, regiunea Poltava, Ucraina, formată din satele Krutîi Bereh și Tîșkî (reședința).

## Demografie
Componența lingvistică a comunei Tîșkî
     Ucraineană (99,17%)
     Alte limbi (0,83%)
Conform recensământului din 2001, majoritatea populației comunei Tîșkî era vorbitoare de ucraineană (99,17%), existând în minoritate și vorbitori de alte limbi.